# 楔形毛蕨
楔形毛蕨（学名：Cyclosorus pseudocuneatus）为金星蕨科毛蕨属下的一个种。